# Canistrum paulistanum
Canistrum paulistanum är en gräsväxtart som först beskrevs av Elton Martinez Carvalho Leme, och fick sitt nu gällande namn av Maria das Graças Lapa Wanderley och S.E.Martins. Canistrum paulistanum ingår i släktet Canistrum och familjen Bromeliaceae. Inga underarter finns listade i Catalogue of Life.